# Françoise Claustre
Françoise Claustre (Françoise Treinen-Claustre, ur. 8 lutego 1937, zm. 3 września 2006 w Montauriol) – francuska archeolog znana przede wszystkim z uprowadzenia przez czadyjskiego rebelianta Hissène Habré i niewoli w jakiej pozostawała w latach 1974–1977.

## Życiorys
Do Czadu przybyła w 1970 jeszcze pod panieńskim nazwiskiem Treinen, jako pracownik Centre National des Recherches Scientifiques. Badała wczesną epokę neolitu, m.in. na stanowiskach w Maroku. Szczególnie interesowały ją malowidła naskalne w górach Tibesti, zamieszkałych przez lud Tubu. W Czadzie poznała Pierre Claustre'a, od 1969 kierownika Misji do spraw Reformy Administracyjnej (MRA), organu utworzonego we współpracy z Francją przez prezydenta François Tombalbaye. Pobrali się w 1972 w katolickiej katedrze w Ndżamenie.
W 1974 oddała się pracom w Bardaï, badając m.in. grób z czasów imperium Sao. 21 kwietnia 1974 została porwana przez tubuskich rebeliantów, którzy zabili dwóch ochraniających ją czadyjskich oficerów. Wraz z nią uprowadzono niemieckiego lekarza, Christopha Staewena oraz Marca Combe, asystenta Pierre’a Claustre'a. Zleceniodawcą porwania był Hissène Habré, uważający się za dowódcę II Armii Północy Frolinat. Wysunął on żądania pod adresem Niemiec i Francji. Od Niemiec zażądał okupu w wysokości kilku milionów franków CFA i opublikowania na Zachodzie manifestu politycznego. Od Francji również oczekiwał pieniędzy w gotówce, a także w formie sprzętu wojskowego, cywilnego i broni, jak również zwolnienia określonych więźniów. Celem rozpropagowania tych żądań Frolinat zaprosił do Czadu sprzyjających mu dziennikarzy zachodnich, w tym filmowca Didiera Baussy’ego-Oulianoffa. Odwiedzili oni obozy wojskowe rebeliantów, a także m.in. Biltin i Ennedi.
W odpowiedzi na porwanie rząd François Tombalbaye poddał represjom około setkę krewnych Hissène Habré, koczujących w rejonie Faya-Largeau, pochodzących z klanu Anakaza. Zagrożono ich straceniem w przypadku wyrządzenia jakiejkolwiek krzywdy zakładnikom francuskim. Habré odpowiedział, że ważniejsza jest dla niego "wolność ludu". Sam ruch Frolinat odciął się również od Habré, stwierdzając, że jest on zdrajcą i uzurpatorem oraz, że usunięto go z tej organizacji w 1972. Miał on już nie reprezentować "czadyjskich patriotów".
We Francji początkowo sprawa nie budziła większego zainteresowania mediów. Zajmowano się głównie kampanią wyborczą po śmierci prezydenta Georges’a Pompidou. Rząd francuski pragnął nie zadrażniać stosunków z rządem czadyjskim i wszystkie ruchy uzgadniał z niechętną dogadywaniu się z rebeliantami Ndżameną, lawirował i grał na zwłokę. Francuski konsul wydelegowany do Bardaï pozbawiony był prawa do podejmowania decyzji. Niemcy natomiast szybko spełniły żądania porywaczy (dr Staewen był krewnym prezydenta RFN). Negocjacje rozpoczęli oni 26 kwietnia 1974, czyli pięć dni po uprowadzeniu. Po wpłacie okupu i wyemitowaniu manifestu, Staewen został uwolniony 12 czerwca 1974. Claustre i Combe pozostali w Tibesti, w dwóch różnych miejscach. Byli często przerzucani z jednej oazy do drugiej i zmuszani do długotrwałych, często kilkudziesięciokilometrowych marszy przez pustynię. W 1975 filmował ją francuski dziennikarz, Raymond Depardon. Przez okres porwania mieszkała na gołej ziemi, pod drzewami, przy dobowych wahaniach temperatury do 30 stopni Celsjusza. Miała myśli samobójcze. Jednocześnie uczyła dzieci tubuskie języka francuskiego i sama przyswajała język tubu. Starała się nadal prowadzić badania naukowe.
W maju 1974 sprawę jej uprowadzenia omawiano na posiedzeniu francuskiego gabinetu, jednak nie przyniosło to żadnych rozwiązań. Przerażony bezczynnością władz Pierre Claustre, ku niezadowoleniu władz czadyjskich, zaczął podejmować działania na własną rękę. Skontaktował się z Habré i obiecał mu spełnienie żądań drogą prywatną. 15 maja 1974 do Czadu przybył nowy negocjator Robert Puissant, który już 18 maja spotkał się z Habré przy pośrednictwie Pierre’a Claustre. Porywacz zażądał wyposzczenia z więzień czadyjskich 32 więzionych tam rebeliantów oraz 20 milionów franków CFR. Spotkanie to, ani kolejne, nie posunęły spraw do przodu, ponieważ żądania były nie do spełnienia, ani przez Francję, ani przez Czad, który groził represjami i torturami jego krewnym. Jako kolejnego negocjatora Ndżamena zaproponowała majora Pierre’a Galopina, który został zaakceptowany przez Paryż. Był to weteran tłumienia rebelii w Czadzie, słynący ze stanowczych metod wydobywania zeznań. Rozpoznany przez jednego z rebeliantów został aresztowany, torturowany i stracony.
Pozostawiony samemu sobie Pierre Claustre zakupił niewielki samolot, którym udał się do Tibesti, gdzie spotkał się z żoną za zgodą Habré. Pobrał też od niego pieniądze z niemieckiego okupu z zamiarem pozyskania broni. Negocjacje ruszyły wówczas na nowo, a kolejnym negocjatorem był Laurence. Habré zredukował swoje żądania do wypuszczenia dziesięciu uwięzionych za jednego zakładnika, jednak prezydent Tombalbaye nie chciał słyszeć o żadnym porozumieniu. Przywódca Czadu został przyjęty przez prezydenta Valéryego Giscard d’Estainga w listopadzie 1974, co rebelianci potraktowali jako objaw nieprzychylności dla realizacji ich celów.
Mimo tego stanowisko Paryża zaczęło stopniowo mięknąć, zgodzono się na spełnienie większości żądań, jednak 4 kwietnia 1975 rozstrzelany został major Galopin, co wywołało szok we Francji. Do roli negocjatora wrócił wówczas Robert Puissant. Kolejnym zwrotem akcji był zamach stanu, jakiego dokonała armia czadyjska 13 kwietnia 1975, zabijając prezydenta Tombalbaye i obsadzając na czele rządu dawnego więźnia reżimu, generała Feliksa Mallouma. Nie zmieniło to sytuacji Françoise Claustre. Zapadła wokół niej cisza. Tymczasem z niewoli uciekł Mark Combe, a Pierre Claustre nawiązał w Bordeaux kontakt z handlarzami bronią, którą musiał odebrać w Ghanie wynajętym samolotem Douglas DC-4. W wyniku nieporozumienia lub celowego działania pilot odmówił ryzyka lotu do Tibesti i wylądował w Dirku na terenie Nigru. Ujawnienie akcji wywołało skandal międzynarodowy, który został potem wyciszony. Pierre Claustre udał się do Bardaï, gdzie został aresztowany przez Habré, jako drugi zakładnik. Porywacz zezwolił mu na trzykrotne widzenie z żoną w ciągu roku.
Habré, zniecierpliwiony brakiem postępów, postawił ultimatum: jeżeli do 23 września 1975 roku Paryż nie wypełni warunków postawionych przez dowództwo Armii Północy, Pani Françoise Claustre zostanie rozstrzelana o godzinie 9:00 czasu środkowoeuropejskiego. Film z żądaniem opublikowano w telewizji francuskiej 10 września 1975 i zmienił on oficjalny stosunek władz Francji do sprawy porwania swojej obywatelki, nawet kosztem ochłodzenia stosunków z Ndżameną. Kolejnym pośrednikiem w negocjacjach został prefekt departamentu Wogezy, Louis Morel. Paryż postanowił wypłacić rebeliantom okup: 4 miliony franków CFR w gotówce i 6 milionów w formie materiałowej. 19 września 1975 Morel udał się w rejon Tibesti w towarzystwie przedstawicieli neutralnego w tym sporze państwa, Gwinei Bissau (przedstawiciele Somalii nie pojawili się, mimo zapowiedzi). Od razu wręczono okup w gotówce. W wyniku rozmów rozpoczęto pierwsze zrzuty sprzętu. Wszystko to cofnęło groźbę rozstrzelania zakładniczki, ale nie zwróciło jej wolności. Ambasador Francji w Czadzie otrzymał natomiast notę dyplomatyczną przeciwko wysyłaniu buntownikom sprzętu o charakterze wojskowym. W Ndżamenie doszło do antyfrancuskich manifestacji. Efektem tego był nakaz opuszczenia przez francuskie wojska kraju i likwidacja bazy w Ndżamenie.
Z czasem w obozie Habré doszło do rozłamu, którego powodem była lansowana przez niego teoria dwóch wrogów: rządu czadyjskiego i Libii (wdał się nawet w starcie zbrojne z oddziałem libijskim). Nie zgadzali się z nią w większości jego zastępcy. Habré został odsunięty i zastąpiony przez Goukouniego Oueddeiego, który doprowadził sprawę uprowadzenia Claustre do końca. W lipcu 1976 małżeństwo zostało połączone, choć nie odzyskało jeszcze wolności. Ze strony francuskiej negocjacje przejął Guy Georgy, dyrektor departamentu do spraw współpracy afrykańsko-malgaskiej. 13 grudnia 1976 Goukouni oświadczył Françoise Claustre, że jest wolna i może wracać do Francji, jednak jej mąż musi jeszcze pozostać do końca negocjacji. W odpowiedzi postanowiła pozostać z mężem do zakończenia sprawy. 24 stycznia 1977 zostali wezwani do dowództwa II Armii Północy, skąd Goukouni osobiście eskortował ich do Trypolisu. Żegnani byli przez setki Tubu. Od Yebbi-Bu towarzyszyła im ekipa telewizji libijskiej. W Wau el-Kebir wsiedli w samolot, który przetransportował ich do Sebha, gdzie zatrzymali się w hotelu, a następnie samolotem Dassault Falcon 20 polecieli do Trypolisu. Françoise Claustre powitana została tu przez matkę, siostrę, ambasadora Francji, generała Bernarda Capillona oraz Michaela Bassiego, doradcę sekretariatu prezydenta Francji. Małżeństwo zostało przyjęte przez Muammara Kaddafiego. Po konferencji prasowej poleciało do Tuluzy, gdzie poddano je badaniom medycznym. Po kilku dniach w szpitalu udali się do rodzinnej posiadłości Pierra w Tarascon. Niewola Françoise Claustre trwała 1014 dni.
Po uwolnieniu kontynuowała karierę naukową. Była m.in. pracownikiem naukowym Centre d'anthropologie des sociétés rurales de Toulouse.